# Годзилла: Минус один
«Годзилла: Минус один» (яп. ゴジラ-1.0, Годзира Майнасу Ван) — японский фильм в жанре кайдзю, снятый Такаcи Ямадзаки. Это 37-й фильм франшизы о Годзилле, 33-й фильм Toho Studios о Годзилле и 5-й фильм периода «Рэйва». В главных ролях Рюносукэ Камики, Минами Хамабэ, Хидэтака Ёсиока, Юки Ямада, Кураносукэ Сасаки, Сакура Андо и Мунэтака Аоки. Действие фильма происходит в послевоенной Японии, где бывший пилот-камикадзе страдает от посттравматического стрессового расстройства после встречи с гигантским монстром Годзиллой.
Премьера «Годзиллы: Минус один» состоялась 18 октября 2023 года в здании Синдзюку Toho и была выпущена в кинотеатрах Японии 3 ноября в честь 70-летия франшизы. Прокат в Северной Америке начался с 1 декабря. Фильм собрал в мировом прокате почти 116 миллионов долларов при предполагаемом бюджете в 10—12 миллионов долларов, став третьим кассовым японским фильмом 2023 года. Он стал самым прибыльным фильмом франшизы, превзойдя «Годзилла: Возрождение».
Критики высоко оценили визуальные эффекты, режиссуру, сценарий, героев, музыкальное сопровождение и социальную повестку. Фильм получил многочисленные награды, в том числе премию «Оскар» за лучшие визуальные эффекты на 96-й премии Американской киноакадемии, 8 наград на 47-й премии Японской киноакадемии и 2 награды на 17-й премии Азиатской кинопремии.

## Сюжет
В последние дни Второй мировой войны пилот-камикадзе Коити Сикисима приземляется на своём Mitsubishi A6M Zero на острове Одо, где находится ремонтная база императорской армии Японии. В тот же вечер на них нападает неизвестно откуда взявшийся огромный ящер, которого местные жители называют Годзиллой.
Коити возвращается в разрушенный бомбардировками Токио, где его родители погибли, а от дома остались только обломки. Он пытается начать новую жизнь. К нему присоединяется девушка, которая потеряла свою семью и спасла младенца во время воздушного налёта. Время идёт, и жизнь постепенно налаживается: Коити работает в команде по обезвреживанию мин в Токийском заливе. Однажды их хлипкий деревянный катер сталкивается с Годзиллой.

## В ролях
- Рюносукэ Камики[англ.] — Коити Сикисима, бывший пилот-камикадзе;
- Минами Хамабэ[англ.] — Норико, девушка Сикисимы;
- Хидэтака Ёсиока[англ.] — Кэндзи Нода, бывший инженер по военно-морскому оружию;
- Кураносукэ Сасаки[англ.] — Ёдзи Акицу, капитан корабля «Синсей Мару»;
- Юки Ямада — Сиро Мидзусима, молодой член экипажа «Синсей Мару»;
- Сакура Андо[англ.] — Сумико Ота, соседка Сикисимы;
- Мунэтака Аоки[англ.] — Сесаку Тасибана, бывший техник ВВС Императорского флота Японии.

## Критика
«Годзилла: Минус один» получил неоднозначные отзывы японских критиков. Токийский кинокритик и журналист Марк Шиллинг отметил, что японские критики часто упрекают фильмы Такаси Ямадзаки, отчасти потому что «большинство из них левые»[уточнить]. Критик и историк Инухико Ёмота раскритиковал фильм, назвав его «опасным».
Тем временем фильм получил широкое признание критиков за рубежом. Согласно The Hollywood Reporter, американские критики единодушно похвалили его визуальные эффекты с ограниченным бюджетом, трогательную человеческую драму и использование метафоры кайдзю для социальной повестки.